# Leche en polvo

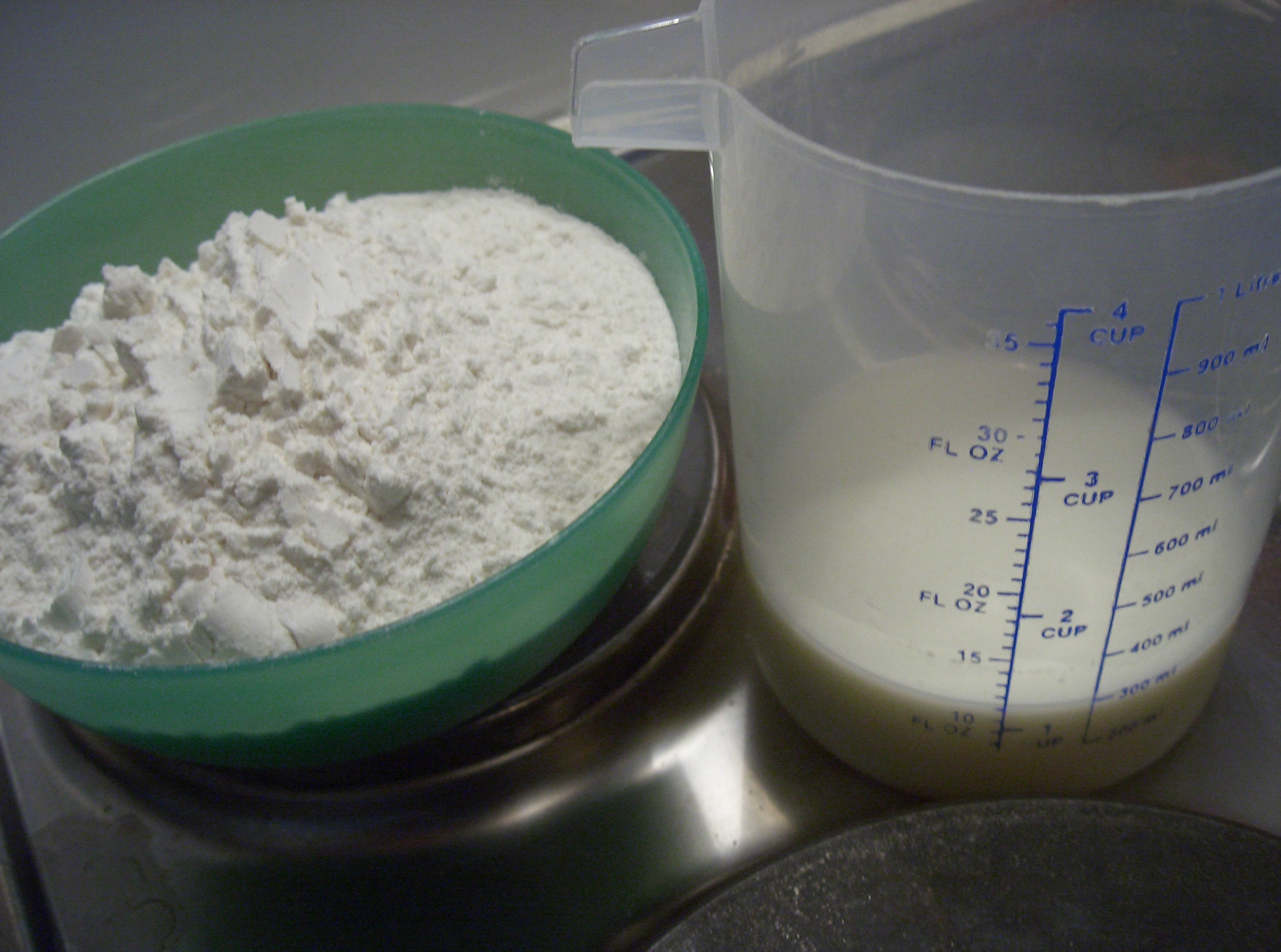
Leche en polvo.

La leche en polvo o leche deshidratada se obtiene mediante la deshidratación de leche pasteurizada. Este proceso se lleva a cabo en torres especiales de atomización, donde el agua que contiene la leche es evaporada, obteniendo un polvo de color marfil claro que conserva las propiedades naturales y los nutrientes que tiene la leche normalmente. Para beberla, el polvo debe disolverse en agua. Este producto es de gran importancia ya que, a diferencia de la leche fluida, no precisa ser conservada en frío y por lo tanto su vida útil es más prolongada. Presenta ventajas como ser de menor coste y de ser mucho más fácil de almacenar. A pesar de poseer las propiedades de la leche natural, nunca tiene el mismo sabor de la leche fresca. Se puede encontrar en cuatro clases básicas: entera, semidesnatada, desnatada y deslactosada, así como estar enriquecida con vitaminas A y D.

## Historia
La leche en polvo fue producida por primera vez en 1802 por el doctor ruso Osip Krichevsky. Se halla abundantemente en muchos países en vías de desarrollo a causa de su bajo costo de transporte y almacenamiento (ya que no requiere refrigeración), doce meses si se empaqueta en bolsas de 25 kg y de seis meses en el caso de paquetes de 200 y 400 kg (la cantidad del producto en el envase es un factor importante). Al igual que otros productos secos, es considerada no-perecedera y es preferida por supervivencialistas, y otras personas que necesitan alimentos no perecederos fáciles de preparar.

## Procesado
La característica principal del procesado es la atomización. El procesado depende en gran parte de la temperatura necesaria para su elaboración, que suele ser por regla general alta (180 °C), media o baja (temperatura de pasteurización). Se vigila en todo momento la existencia de gérmenes o de impurezas que induzcan a una disminución de la calidad del producto final. El proceso de deshidratación es capaz de reducir al 50 % de los contenidos hídricos existentes en el contenido de la leche inicialmente. El envasado más efectivo para este producto lácteo es el de envases de hojalata al que se le suele añadir una cierta cantidad de dióxido de carbono. Una de las mayores industrias en el procesado y producción de la leche en polvo es la multinacional de la alimentación Nestlé.

## Nutrición
La leche en polvo es uno de los primeros candidatos a ser alimentos funcionales y por esta razón se le suelen añadir vitaminas A y D3. La leche en polvo puede contener hasta un máximo de un 4 % de materia grasa (la mayoría de la leche en polvo se elabora a partir de leche descremada), siendo un tercio aproximadamente de su peso de proteína. La leche en polvo se considera extremadamente digestible.

## Usos
Este tipo de leche es comúnmente usada en preparaciones al horno, en aquellas recetas donde la leche líquida puede hacer que la preparación quede demasiado ligera. Se emplea generalmente con agua caliente, que le hace recobrar en apariencia el aspecto original de la leche. Con 125 g de leche en polvo se puede reconstruir casi un litro de leche líquida, es decir, por cada kilogramo del producto disecado se llega a obtener ocho litros de leche para el consumo.
También se puede utilizar como si fuese un sustituto de crema para el café, dando como resultado un café con leche al gusto.